# Juvenal Edjogo-Owono
Juvenal Edjogo-Owono Montalbán (Sabadell, 3 april 1979), voetbalnaam Juvenal, is een gewezen Spaans-Equatoriaal-Guinees voetballer.

## Clubvoetbal
Juvenal begon als voetballer bij UE Vilassar del Mar in 1998. In 1999 ging hij naar de jeugd van RCD Espanyol. Daar speelde hij tot 2003, hoewel de middenvelder in het seizoen 2001/2002 uitgeleend werd aan UD Levante. In 2003 vertrok Juvenal naar Racing de Santander, maar na een half jaar werd CD Castellón zijn nieuwe club. In het seizoen 2004/2005 speelde Juvenal voor Deportivo Alavés, waarmee hij promotie naar de Primera División behaalde. Recreativo Huelva werd in 2005 zijn nieuwe club, waarmee hij eveneens promotie behaalde naar de Primera División. Nadat Juvenal in de eerste helft van het seizoen 2006/2007 geen enkele wedstrijd voor Recreativo speelde in de Primera División, besloot hij te vertrekken naar CD Tenerife. Deze club ruilde hij na een half jaar in voor FC Cartagena. In 2008 tekende Juvenal voor CE Sabadell. Met deze club promoveerde de middenvelder in 2011 van de Segunda División B naar de Segunda División A.

## Nationaal elftal
Juvenal debuteerde in 2003 voor het Equatoriaal-Guinees nationaal elftal. Hij behoorde tot de selectie voor de African Cup of Nations 2012, waarvan Equatoriaal-Guinea samen Gabon gastland was. Door een blessure van eerste aanvoerder Rodolfo Bodipo was Juvenal aanvoerder op het toernooi.